# Porta al final del carrer de l'Església (Montgai)
La Porta al final del carrer de l'Església és una obra de Montgai (Noguera) inclosa a l'Inventari del Patrimoni Arquitectònic de Catalunya.

## Descripció
La porta al final del carrer de l'església es troba al sud del nucli de Montgai, entre la plaça de l'església i l'actual plaça de Prat de la Riba. Era antigament la porta meridional de la muralla que encerclava la vila closa, que s'ha conservat fossilitzada en l'entramat urbà com a carrer que mena a la plaça de l'església. La muralla, que conserva alguns trams en parets mitgeres dels habitatges actuals, tancava al nord a l'alçada de les façanes de la banda sud del carrer del reverend Bernola, a l'oest tancava aproximadament a la meitat de l'illa de cases formada entre el carrer de Domingo Cardenal i el carrer de l'Església mateix, al sud a l'alçada d'aquesta porta, que coincideix amb la banda nord de la plaça de Prat de la Riba, i a l'est per l'extrem de llevant de l'illa de cases de la banda posterior de l'església de l'Assumpció (núm. 22253).
L'obertura de la porta se salvava a la banda nord (interior) mitjançant un arc rebaixat de carreuons irregulars, que es veu reforçat per sota (i lleugerament a l'interior del pas) per un petit arc de mig punt cec (actualment emplenat per una llosa de pedra semicircular) que fa d'arc de descàrrega sobre un arc apuntat trencat, fet amb carreus de mida petita i irregulars. El pany de muralla medieval visible a banda i banda de la porta en aquesta banda nord és fet amb carreus irregulars de pedra sorrenca de mida mitjana.
La banda sud de la porta (l'exterior) és d'arc de mig punt amb dovelles ben tallades. L'aparell de la muralla, com el de la banda interior, és de carreus irregulars de pedra sorrenca de mida mitjana.
A l'interior es conservaven les pollegueres que sostenien la porta, però actualment el pas ha estat recobert amb una imitació de mur de pedra (calcària) d'aparell regular. La part interior i superior del pas va ser molt refeta quan es va aprofitar la muralla per recolzar-hi habitatges i actualment només es visible l'embigat de la casa moderna.

## Història
L'origen de Montgai és probablement una torre de vigilància que permetia al governador alarb de Lleida Al-Muzzafar el control de la via de comunicació entre Balaguer i Agramunt. El 1050 aquest rei la lliurà als conqueridors de la zona, els comtes de Barcelona i d'Urgell Ramon Berenguer I i Ermengol III. El segle xi el castlà fou Bernat Ramon de Montgai. Posteriorment, en època feudal, el castell i el poble passaren a formar part de la batllia reial de Camarasa. El 1222 Montgai, Cubells i Camarasa es vincularen amb la casa del senescal Guillem Ramon de Montcada per causa que Constança, germanastra de Jaume el Conqueridor, s'hi casà. El 1396, el comtat de Camarasa fou venut a la ciutat de Lleida per l'infant Martí, però el 1424 els diputats de Catalunya el retornaren a la corona i el castell continuà en mans reials fins que Alfons el Magnànim se'l vengué. Actualment, de les restes del castell i de la muralla només se'n conserven algunes parets en cases particulars.